# Шевченківське сільське поселення (Краснодарський край)
Шевченківське сільське поселення — муніципальне утворення у складі Крилівського району Краснодарського краю Росії.
В рамках адміністративно-територіального устрою Краснодарського краю йому відповідає Шевченківський сільський округ.
Адміністративний центр та єдиний населений пункт — село Шевченківське.

## Населення
| Рік  | Чисельність населення |
| ---- | --------------------- |
| 2002 | 1365                  |
| 2010 | 1281                  |
| 2012 | 1271                  |
| 2013 | 1264                  |
| 2014 | 1295                  |
| 2015 | 1315                  |
| 2016 | 1326                  |
| 2017 | 1317                  |
| 2018 | 1325                  |
| 2019 | 1321                  |
| 2020 | 1324                  |
| 2021 | 1165                  |
| 2023 | 1144                  |

## Економіка
У районі знаходяться: різних підприємств, установ та організацій — 5; селянсько-фермерських господарств — 115; індивідуальних підприємців — 5.